# Альт-Кош
Альт-Кош (нем. Alt-Kosch), также Кох (нем. Koch), ле́тняя мы́за Ко́зе (эст. Kose suvemõis) и мы́за Ше́еля (эст. Sheeli mõis) — мыза в Таллине, столице Эстонии. Расположена на южном берегу реки Пирита.

## История
Мызу в 1790 году основало семейство ревельских купцов Кохов (Koch) на земле, полученной в оброк от городской ратуши. В 1792 году Иоахим Кристиан Кох (Joachim Christian Koch) построил здесь каменный особняк; в 1808 году он стал владельцем мызы. После его смерти мыза перешла во владение его вдовы Хелены Доротеи Кох (Helene Dorothea Koch), после её смерти — его сыну Андреасу Кристиану Коху (Andreas Christian Koch). Следующий собственник с 1898 года, сын последнего — Карл Рейнгольд Кристиан Кох (Carl Reinhold Christian Koch, Карл Андреевич Кох), работал в Санкт-Петербурге детским врачом; летом он в основном отдыхал на этой мызе.
Мыза имела 17,16 гектара земли, из которых в качестве сельскохозяйственной земли и садового участка использовалось 1,57 гектара. К концу 1930-х годов на мызе насчитывалось 157 домашних птиц и одна лошадь. В 1846 году здесь также был построен деревянный жилой дом.
Мыза Альт-Кош была одной из самых красивых небольших мыз Эстонии в стиле позднего барокко. Красоту и элегантность её парка хвалили путешественники в своих письмах.

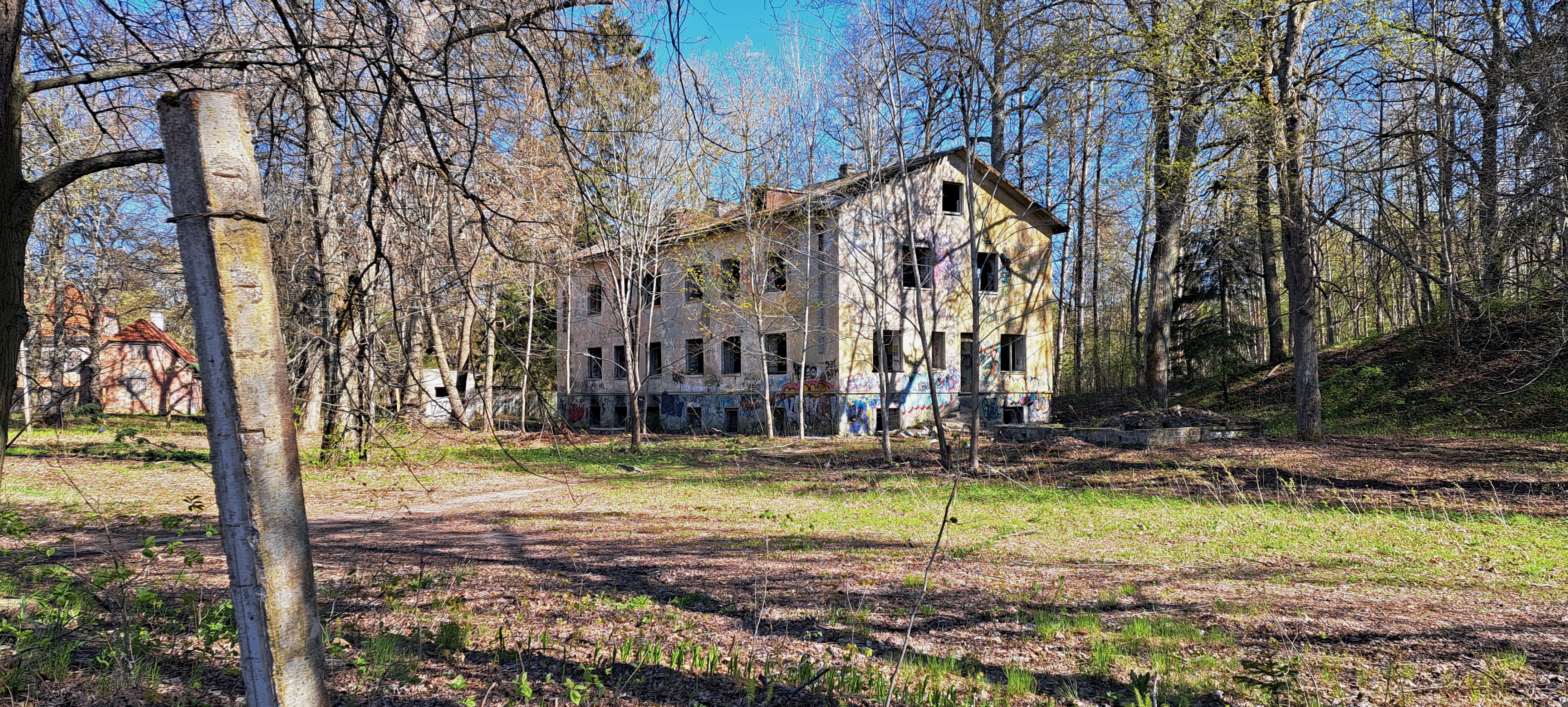
Руины советской казармы-общежития на территории мызы Альт-Кош, 2023 год

В 1939 году владелица мызы, балтийская немка Илзе Андреа Кох (Ilse Andrea Koch), вместе с матерью репатриировалась в Германию, и управляющим мызой стал Клаус Шеель (Klaus Sheel), отсюда пошло её другое название — вилла Шееля. Шеель разрешал посторонним свободно гулять в мызном саду, и жители окрестных деревень посещали его до 1940 года, когда мыза была национализирована советскими властями.
В советское время земли мызы принадлежали Балтийскому морскому пароходству, и её территория использовалась советскими ПВО и воинской частью Таллинской военно-морской базы. За высоким эскарпом в то время была построена сеть ходов и убежищ. В советских документах 1990-х годов мыза обозначена как детский сад. По состоянию на начало 2023 года главное здание мызы и её вспомогательные постройки не использовались.
По этой мызе получил своё название таллинский микрорайон Козе.

## Мызный комплекс

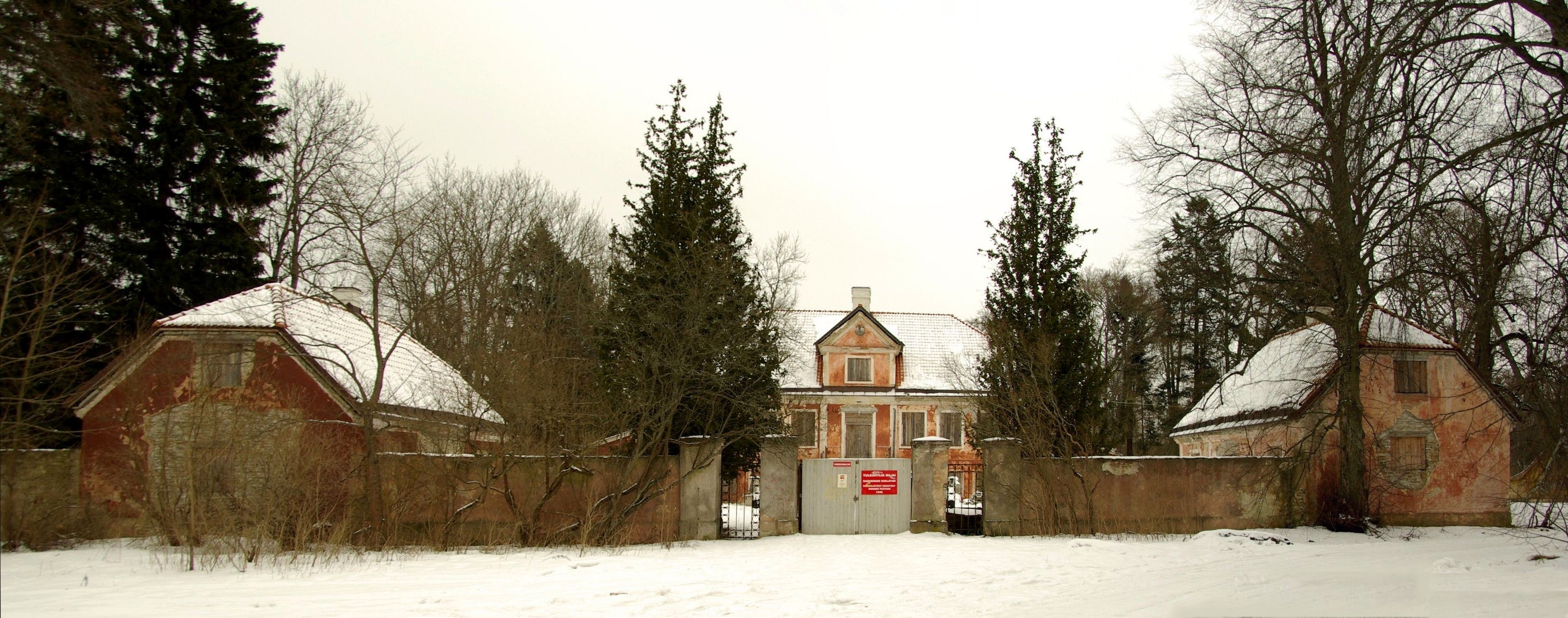
Мыза в марте 2009 года. На воротах предупреждение о пожароопасности здания

В Регистр памятников культуры Эстонии как памятники архитектуры внесены три объекта мызного комплекса (при инспектировании 30 мая 2021 года их состояние было оценено как плохое):
- особняк[1],
- каретник-конюшня[6];
- амбар[7];

В Регистр памятников культуры Эстонии был также внесён мызный павильон, к настоящему времени разрушенный. К началу 2017 года была практически разрушена деревянная подсобная постройка в северо-восточном углу мызного участка.

## Особняк
Каменный особняк мызы построен в 1792 году. На строительстве использовался труд местных крестьян, также оплачивалась работа плотника по фамилии Каш (Kasch) и строительного мастера К. Л. Гейста (C. L. Geist).
Двухэтажное здание имеет вальмовую крышу. В 2000-х годах крыша на особняке была заменена,  с восточной стороны дома из лёгких блоков был заложен дополнительный объём. По центральной оси главного фасада здания расположена высокая каменная лестница, по бокам — декоративные пристройки с фронтонами и круглыми проёмами. В настоящее время проёмы здания закрыты деревянными досками.
Современный регистрационный адрес здания: улица Козе-пыйк 8.

## Расстрелы на территории мызы
После присоединения Эстонии к СССР территорию виллы Шееля занял комиссариат НКВД. В 1941 году участок Шееля был выбран в качестве одного из мест проведения трибуналов и расстрелов политзаключённых. Здесь были убиты не менее 78 человек, из них при раскопках, проведённых немецкими военными в 1941—1942 годах, были опознаны 34 человека, в их числе — первый руководитель полиции безопасности Эстонии Хельмут Веэм. На месте расстрелов до сих пор не установлена памятная доска. Городские власти обосновывают это тем, что они не открывают мемориальные доски по собственной инициативе, для этого определённая организация или гражданин должны внести официальное предложение.
Летом 1941 года на территории мызы советские власти первым казнили Йохана Ныммика (Johan Nõmmik), по профессии котельщика. Ранее этот человек был известен как Линкхорст (Linkhorst), связной Коммунистической партии Эстонии, выдавший Виктора Кингисеппа полиции.
Высказывались предположения, что здесь могли быть убиты Яан Тыниссон и Фридрих Карл Акель, но они не нашли подтверждения.

## Галерея

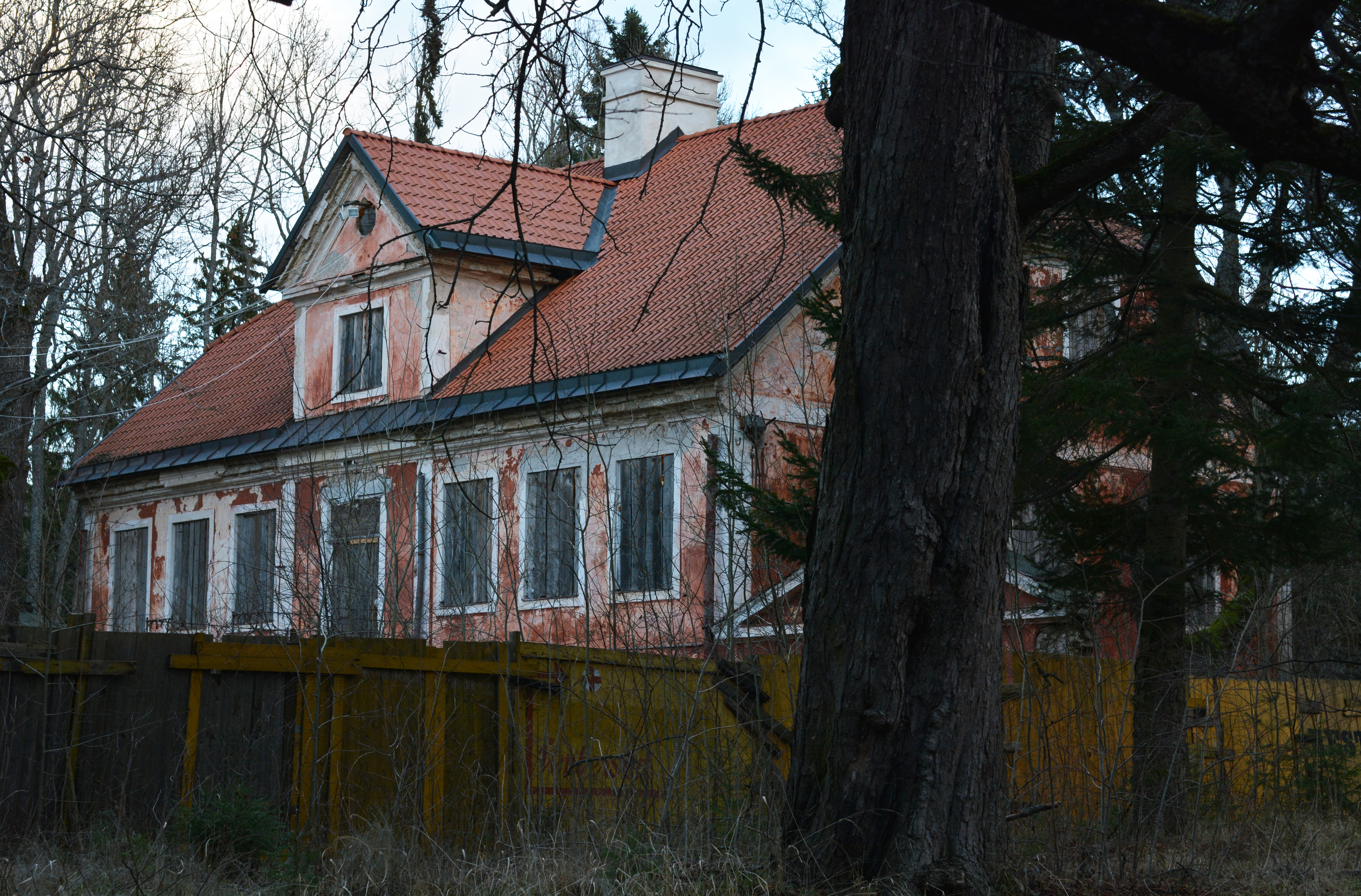
Особняк в 2014 году
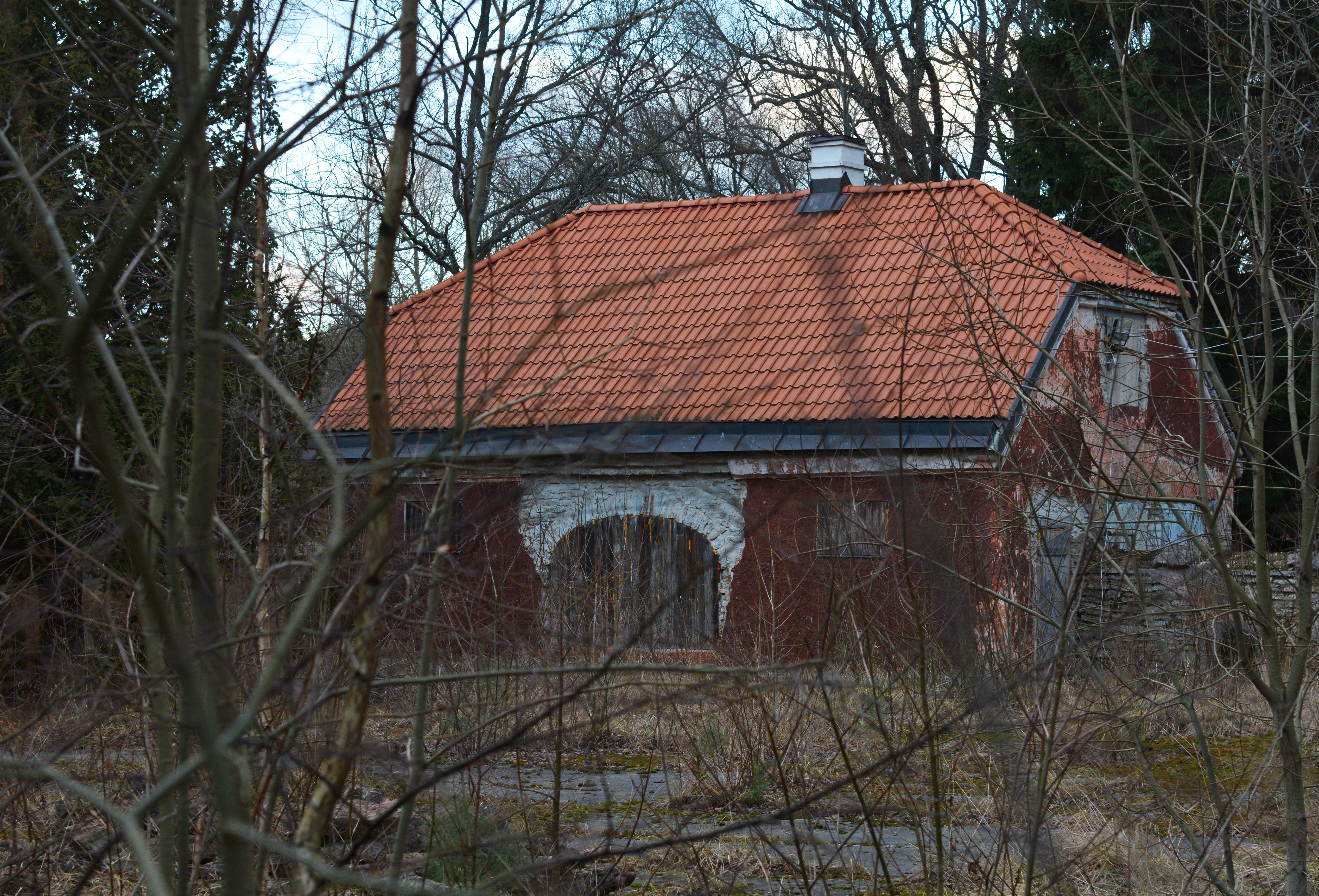
Каретник-конюшня в 2014 году
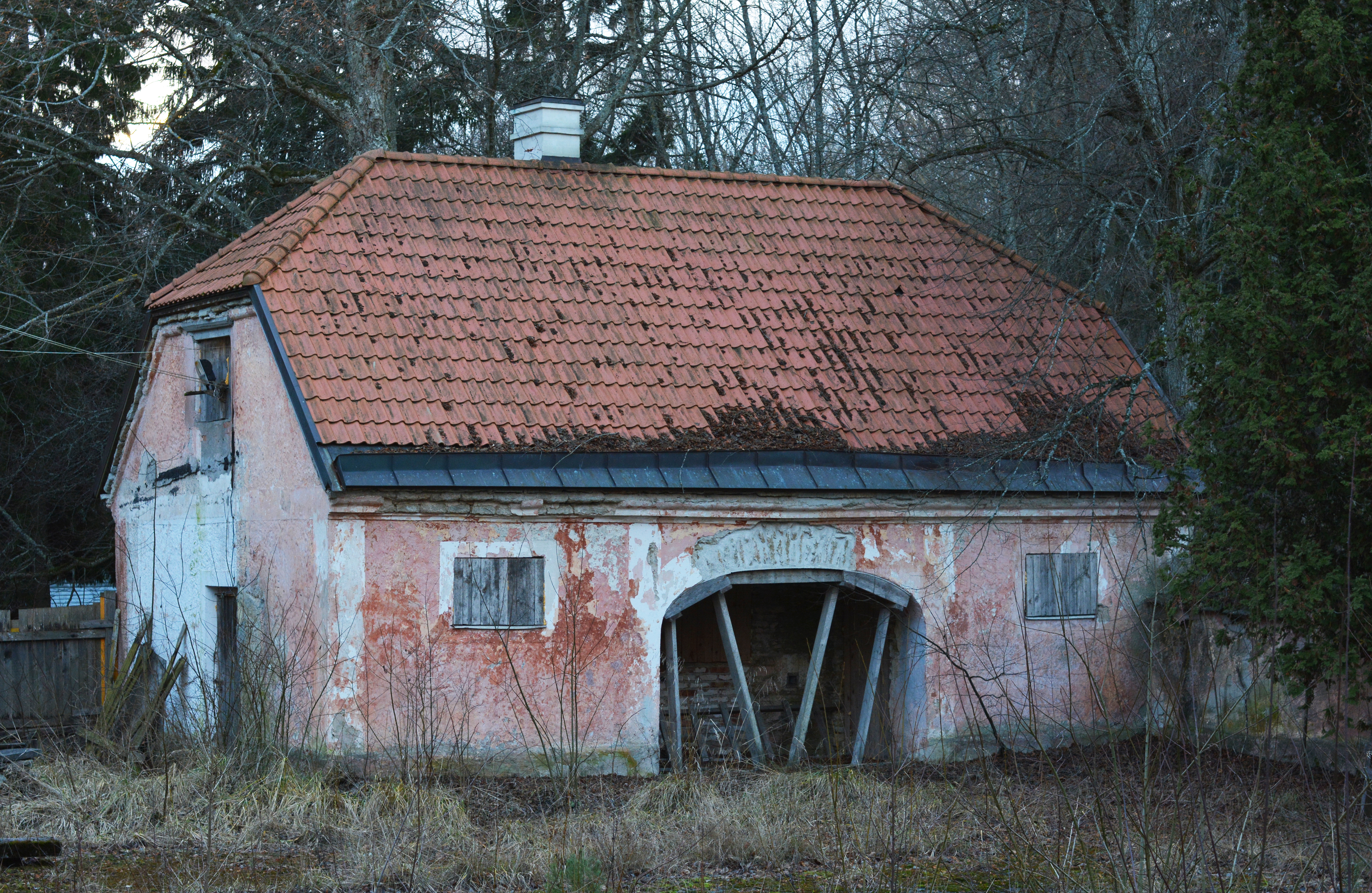
Амбар в 2014 году
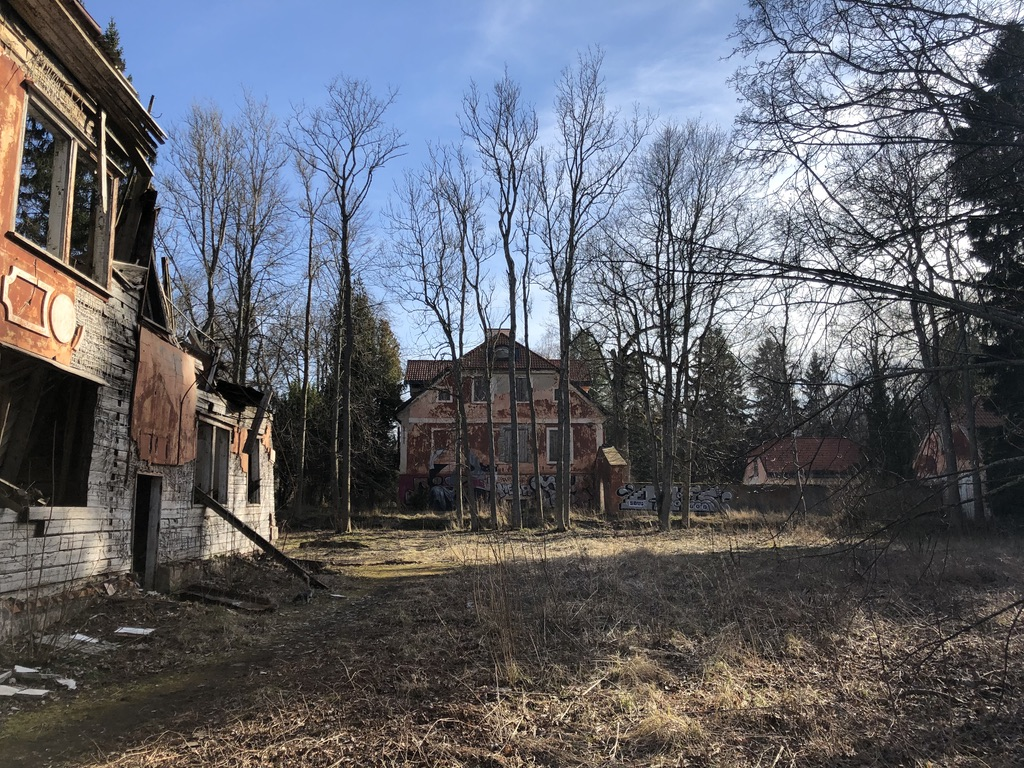
Территория мызы в 2020 году. Вид от реки на задний фасад особняка
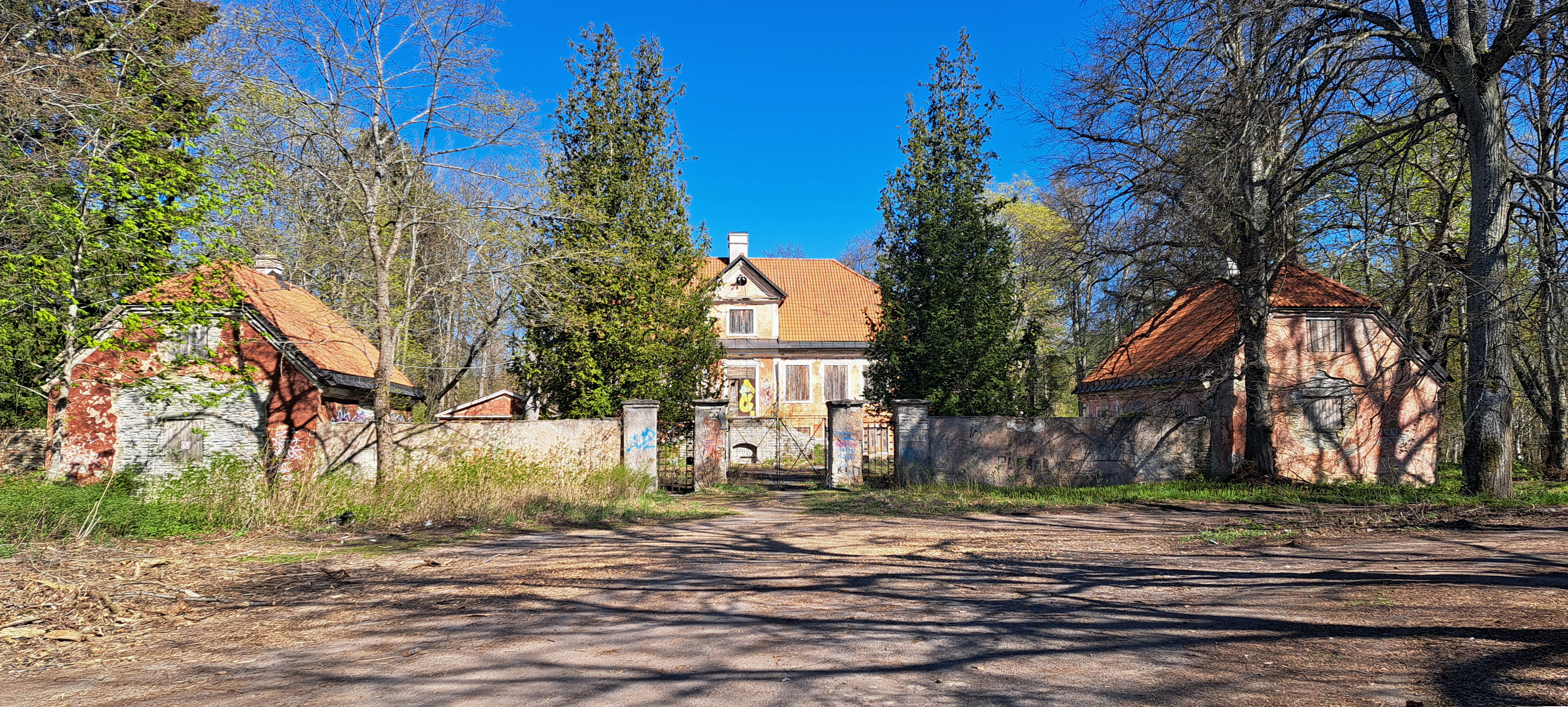
Мыза в мае 2023 года
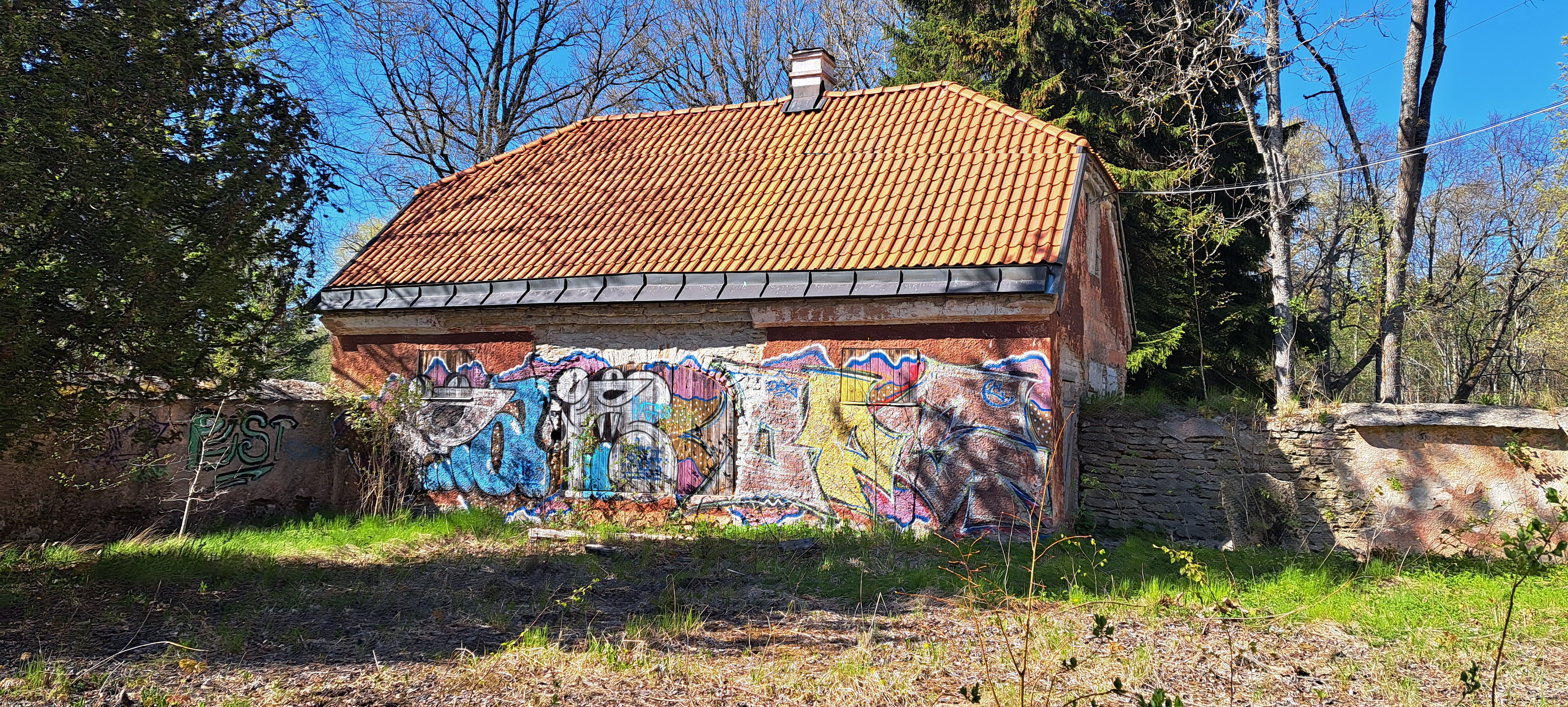
Каретник-конюшня, 2023 год
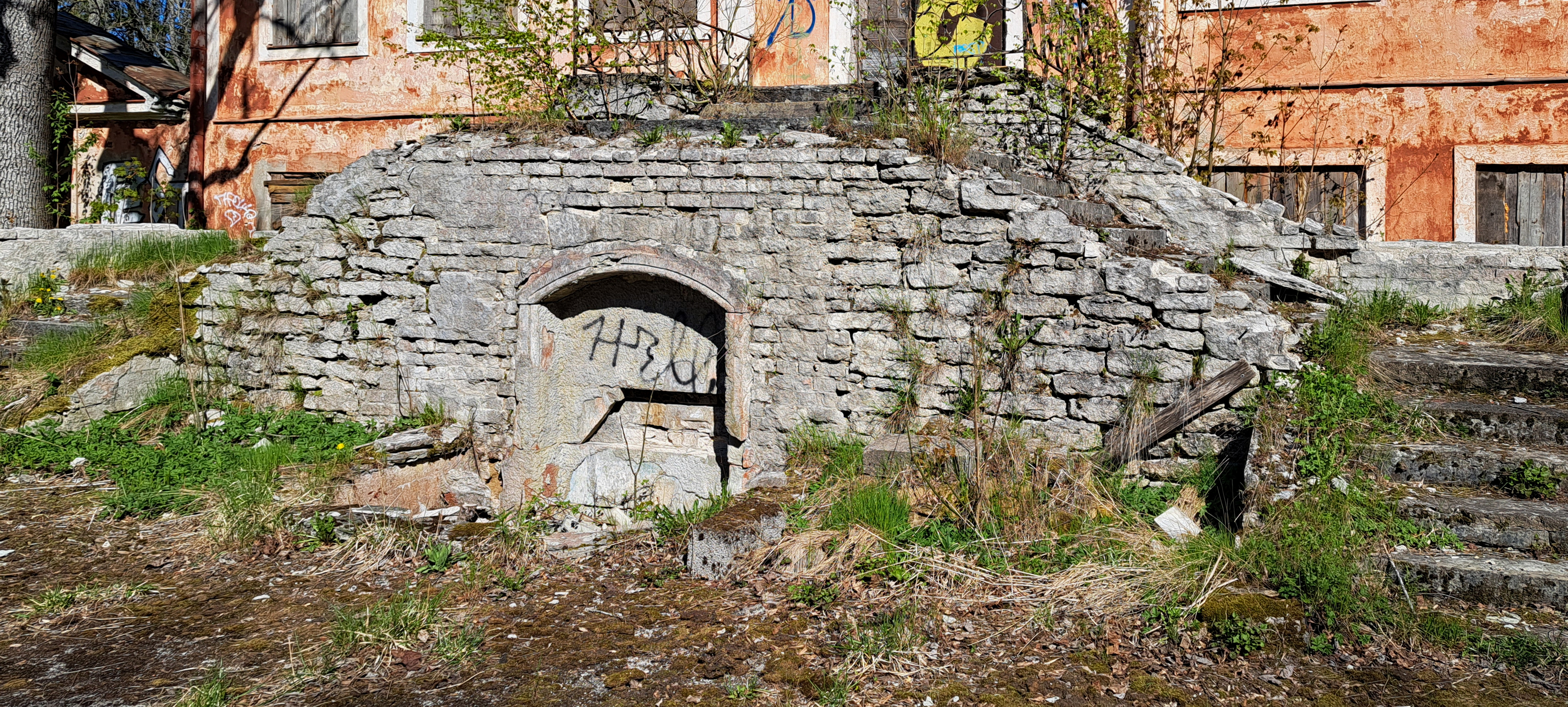
Лестница в особняк, 2023 год